# Новосёлковский сельсовет (Кобринский район)
Новосёлковский сельсовет — административная единица на территории Кобринского района Брестской области Республики Беларусь. Согласно переписи населения 2019 года, в сельсовете проживало 1625 человека.

## Состав
По данным на 1 января 2021 года, Новосёлковский сельсовет включает 6 населённых пунктов:
| название   | тип         | домохозяйств | население |
| ---------- | ----------- | ------------ | --------- |
| Бельск     | деревня     | 255          | 578       |
| Верхолесье | деревня     | 157          | 357       |
| Забава     | деревня     | 9            | 12        |
| Новосёлки  | агрогородок | 287          | 669       |
| Ольховка   | деревня     | 45           | 122       |
| Ходыничи   | деревня     | 73           | 139       |